# Departamento de Garay
Departamento de Garay är en kommun i Argentina.   Den ligger i provinsen Santa Fe, i den centrala delen av landet, 400 km norr om huvudstaden Buenos Aires.
Trakten runt Departamento de Garay består till största delen av jordbruksmark. Runt Departamento de Garay är det mycket glesbefolkat, med 5 invånare per kvadratkilometer.